# Antoine Nabil Andari
Antoine Nabil Andari (ur. 8 listopada 1949 w Billa) – libański duchowny maronicki, od 1997 biskup kurialny Antiochii.

## Życiorys
Święcenia kapłańskie przyjął 27 sierpnia 1977. W latach 1979–1980 był animatorem w niższym seminarium w Ghazir, a w latach 1980-1986 był jego rektorem. W 1986 został rektorem seminarium patriarchalnego w tymże mieście. W tym samym czasie był profesorem łaciny, filozofii i patrologii łacińskiej na uniwersytecie w Kaslik. W latach 1995–1997 pracował w paryskiej parafii Matki Bożej Libańskiej.

### Episkopat
W 1997 został wybrany biskupem kurialnym patriarchatu Antiochii. 7 czerwca papież Jan Paweł II zatwierdził ten wybór i przydzielił mu stolicę tytularną Tarsus dei Maroniti. Sakry biskupiej udzielił mu 1 listopada tegoż roku ówczesny patriarcha Antiochii, kard. Nasrallah Piotr Sfeir.